# Islands - Essential Einaudi
 (octobre 2020).
Albums de Ludovico Einaudi
The Royal Albert Hall Concert
(2010) La notte della Taranta 2010
(2011)
Islands - Essential Einaudi est une compilation du pianiste et compositeur italien Ludovico Einaudi sortie en 2011.

## Compilation
La première édition de 14 titres date du 28 juin 2011, dont un inédit (The Earth Prelude).
La seconde édition (iTunes) du 8 juillet 2011, est téléchargeable sur la plateforme dédiée puis disponible en 2 CD. L'album intègre un nouvel inédit (High Heels) et deux remixes, de Robert Lippok (Lady Labyrinth) et Peter Mauder (Eros),.
Les titres proviennent des albums Le onde (CD1: 3, 9, 12), I giorni (CD1: 1, 14), Eden Roc (CD1: 11), Doctor Zhivago (CD1: 7 ; CD2: 2, 4) Una mattina (CD1: 6, 8 ; CD2: 8), Divenire (CD1: 5, 10 ; CD2: 3, 5, 9, 12, 13) et Nightbook (CD1: 4, 13 ; CD2: 7, 11).

## Première édition(28 juin 2011)
1. I giorni – (6:52)
2. The Earth Prelude – (5:01) (inedit)
3. Le onde – (5:38)
4. Nightbook – (5:52)
5. Divenire – (6:44)
6. Dietro casa – (3:55)
7. Fairytale – (4:01)
8. Nuvole bianche – (5:59)
9. Passaggio – (5:59)
10. Primavera – (7:25)
11. Nefeli – (4:31)
12. Questa notte – (5:43)
13. Berlin Song – (4:26)
14. Melodia africana III – (4:47)

## iTunes Edition(8 juillet 2011)
CD 1
1. I giorni – (6:52)
2. The Earth Prelude – (5:01) (inedit)
3. Le onde – (5:38)
4. Nightbook – (5:52)
5. Divenire – (6:44)
6. Dietro casa – (3:55)
7. Fairytale – (4:01)
8. Nuvole bianche – (5:59)
9. Passaggio – (5:59)
10. Primavera – (7:25)
11. Nefeli – (4:31)
12. Questa notte – (5:43)
13. Berlin Song – (4:26)
14. Melodia africana III – (4:47)

CD 2
1. High Heels – (5:07) (inedit)
2. White Night – (3:15)
3. L'origine nascosta – (3:13)
4. Love Is a Mystery – (3:04)
5. Monday – (5:57)
6. Lady Labyrinth (remix) – (5:38) (remix de Robert Lippok)
7. Solo – (6:39)
8. Ancora – (12:11)
9. Andare – (6:59)
10. Eros (remix) – (5:43) (remix de Peter Mauder)
11. Indaco – (5:23)
12. Fly – (4:40)
13. Oltremare – (11:02)